# Herhaling (stijlfiguur)
De herhaling of iteratio is een stijlfiguur waarin een nagenoeg letterlijke herhaling plaatsvindt. Door de herhaling wordt dat wat de schrijver/spreker wil benadrukken onder de aandacht gebracht. 
Voorbeelden
- Wij moeten de gevolgen van deze pandemie niet onderschatten. Ik herhaal: we moeten covid en de gevolgen hiervan niet onderschatten.
- Men vraagt mij wel eens: moeten wij dit doen? En dan zeg ik: Ja, wij moeten dit doen!